# إيرانيون قدامى
أول ما تظهر الشعوب الإيرانية في السجلات الآشورية في القرن التاسع قبل الميلاد. في الأزمنة القديمة الكلاسيكية، كانوا يتواجدون في سكيثيا بشكل رئيس (تقع في آسيا الوسطى وأوروبا الشرقية وشمال القوقاز) وفارس (في غربي آسيا). قسموا إلى فرعين شرقي وغربي منذ البدايات، بالتوافق مع سكيثيا وفارس بالتتالي.